# 정운경 (만화가)
정운경(鄭雲耕, 1934년 6월 15일~2023년 10월 12일)은 대한민국의 만화가이다. 《대한일보》, 《경향신문》, 《중앙일보》에 연재한 시사 만화 《왈순 아지매》로 유명하다.

## 생애
경상북도 안동 출신이다. 동국대학교 경제학과에 입학하여 만화를 그려 여러 잡지에 기고하였다. 1951년에는 만화가 김용환의 문하생이 되었다.

### 왈순 아지매
《왈순 아지매》는 1955년 월간지 《여원》에서 시작하여, 1963년부터 1967년까지 《대한일보》, 1967년부터 1974년까지《경향신문》, 1974년부터 2002년까지 《중앙일보》에 연재되었으며, 은퇴한 2002년 당시 28년간 8,829회로 최장수 연재를 기록하였다.
'아지매'는 아줌마의 경상도 사투리이다. 성격이 센 30대 중반의 아줌마를 주인공으로 하였고, 주변 인물로는 남편과 일반 사람들, 동물들이 등장하였다.
《왈순아지매》는 1963년 동명의 영화로 제작, 개봉되기도 하였다.

## 대표작
- 《(중앙일보 왈순 아지매의) 요즘, 정치 있습니까》, 프레스빌, 1995.
- 《또복이》 - 의인화된 동물 또복이가 벌이는 이야기를 소재로 한 어린이 대상의 만화.
- 《진진돌이》 - 진돗개 진진돌이의 네발 짐승과 날짐승과의 전쟁에서 우주전쟁에 이르기까지의 영웅담을 소재로 한 어린이 대상의 만화. 소년 잡지 《학원》에 연재되었으며, 나중에 3권의 단행본으로 묶어 간행되었다.[4] 진진돌이 에볼루션의 모티브가 된 작품이기도 하다.

## 수상
- 1994년 제 5회 위암 장지연상 수상[5]
- 1996년 제 12회 언론상 신문만화상 수상[6]

## 같이 보기
- 김성환 - 4컷 시사 만화 《고바우 영감》의 작가이다.
- 안의섭 - 4컷 시사 만화 《두꺼비》의 작가이다.
- 이홍우 - 4컷 시사 만화 《나대로 선생》의 작가이다.
- 박기정 - 시사 만화